# 韓如愈
韓如愈（？—1644年），号退如，原籍南直隸徽州府黟縣（今安徽省黟縣），扬州府兴化县人，明朝官员、同進士出身。

## 生平
崇禎三年（1630年）庚午科應天鄉試舉人，崇禎四年（1631年）联捷辛未科進士，户部观政，五年授安化县知县，六年任乡试同考官，十二年起补山西榆次县知县，后官至兵科給事中，劾罢都给事曾应遴，又劾大将贺人龙临阵逃跑，后劾罢江西巡抚张凤翮。晋兵科右给事中，崇祯十七年三月，奉命督江浙军饷南下，驻守山东的总兵劉澤清因韩如愈曾经弹劾他，将他杀死在東昌戴家庙。